# Casa Gorina
La Casa Gorina és una obra noucentista de Castell d'Aro, Platja d'Aro i s'Agaró (Baix Empordà) protegida com a Bé Cultural d'Interès Local.

## Descripció
Edifici civil. Construcció composta per planta i pis que té com a protagonista un cos central en Masó juga, amb les característiques que defineixen la seva arquitectura; entrants i sortints que aconsegueix en aquest cas mitjançant una balconada interior coberta p er un sostre que sobresurt en dos cossos lateral un forma per un sendes arcades que va ver una sinuosa corba i l'altre cos rectangular, però amb una planta baixa més sortida que el primer pis. Aquesta composició queda complementada per finestres de diverses formes teulades 2 nivells diferents i d'utilització de la pedra per cobrir part de la façana o com 2 columnes o emarcadament d'obertures.

## Història
Aquesta casa amb el nom original “Torre Les Arcades” va pertànyer a la família Gorina que formava part de la burguesía catalana i eren importants industrials tèxtils de finals del segle xix i mitjans del XX. La casa va ser construïda el 1928 i va pertànyer a la família fins a l'any 2016. Va ser una de les famílies més importants a l'impuls i auge de la urbanització S'Agaró des dels seus inicis.
Aquesta urbanització fou iniciada el 1924 per l'industrial Josep Ensesa i Gubert es col·laboració amb l'arquitecte R. Masó, i Valentí ¡. Reb`'e el non d'un rierol poper (Segueró o Sagaró) La primera casa fou "Senya Blanca" la qual ja existia, del Sr. Ensesa la mateix 1924, però la veritable gran empenta constructiva no es produí fins al 1928 amb obres con la casa Gorina 1928, la de Masó 1928, la casa Sibils 1929, l'hostal de la Gavina 1929-34....a la mort de Masó es feu carrec de la urbanització F.Folguera i Grassí el qual hi va fer nombroses obres per ordre del Sr. Ensesa: el camí de ronda, l'església, la disposició definitiva de l'hostal la casa Ensesa (fill).. mort el any 1960 fou Adolf Florensa qui el substituí. A S'Agaró es crea un urbanisme de l'alta burgesia de caràcter marcadament autòcton i d'arrel noucentista.